# Thiago dos Santos Costa
Thiago dos Santos Costa (* 28. Februar 1983) ist ein ehemaliger brasilianischer Fußballspieler.

## Karriere
Thiago begann seine Karriere 2002 beim Erstligisten Athletico Paranaense. Von 2004 bis 2008 war er bei Ferroviária unter Vertrag. 2009 wechselte er zum Drittligisten Rio Branco FC (AC). Im Sommer 2009 unterschrieb er einen Vertrag beim japanischen Zweitligisten Ehime FC. 2010 kehrte er nach Brasilien zurück und unterschrieb einen Vertrag bei América FC (SP). Danach spielte er bei EC São Luiz und EC Internacional. Ende 2015 beendete er seine Karriere als Fußballspieler.